# Polska na Zimowym Pucharze Europy w Rzutach 2001
Polska na Zimowym Pucharze Europy w Rzutach 2001 – reprezentacja Polski podczas zawodów, które odbyły się 17 i 18 marca w Nicei, liczyła sześciu zawodników.

## Występy reprezentantów Polski

### Mężczyźni
- Rzut dyskiem
  - Andrzej Krawczyk z wynikiem 61,60 zajął 2. miejsce
  - Olgierd Stański z wynikiem 58,75 zajął 7. miejsce w grupie B

- Rzut młotem
  - Maciej Pałyszko z wynikiem 76,11 zajął 4. miejsce w grupie B
  - Wojciech Kondratowicz z wynikiem 73,35 zajął 8. miejsce w grupie B

### Kobiety
- Rzut dyskiem
  - Joanna Wiśniewska z wynikiem 59,78 zajęła 5. miejsce w grupie B
  - Agnieszka Pogroszewska z wynikiem 61,88 zajęła 9. miejsce w grupie B